# Деккер, Сара
Сара Йоханна Деккер (нидерл. Sarah Johanna Dekker; род. 8 марта 2001, Де Горн, Северная Голландия) — нидерландская гандболистка, правый нападающий клуба «Бенсхайм-Ауэрбах» и сборной Нидерландов.

## Биография

### В клубе
Деккер с 2012 по 2016 годы играла за молодёжный состав нидерландского клуба «Вестфрисланд». В 2016 году правый нападающий дебютировала в первой женской команде, выступившей в высшем дивизионе страны.
В сезоне 2019-20 годов Сара перешла в немецкий клуб «Бенсхайм-Ауэрбах». В сезоне 2022-23 годов получила травму колена, которая не дала ей завершить сезон.

### Карьера в сборной
В составе молодежной и юношеской сборных Нидерландов она заняла 10-е место на чемпионате Европы до 17 лет в 2017 году и стала серебряной медалисткой на чемпионате Европы до 19 лет в 2019 году. В 2017 году также участвовала в Европейском летнем юношеском олимпийском фестивале.
С 2018 года периодически привлекалась в первую сборную страны. Принимала участие на чемпионате Европы 2024 года.